# Hotel Paxmontana

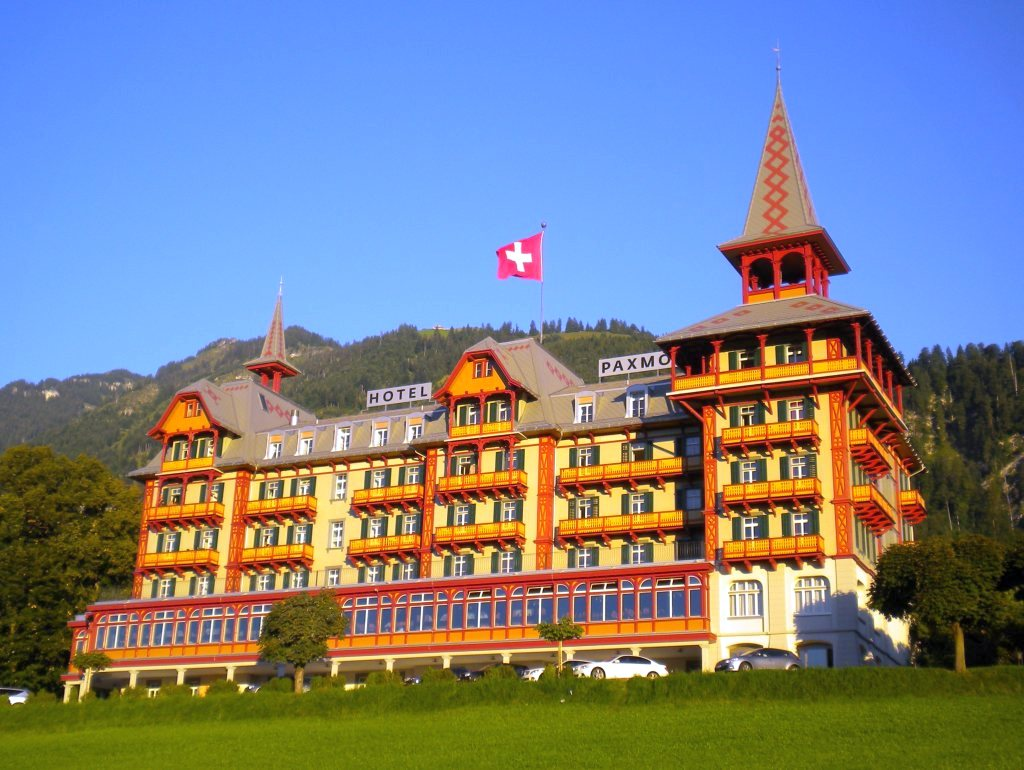
Das Hotel Paxmontana im September 2013

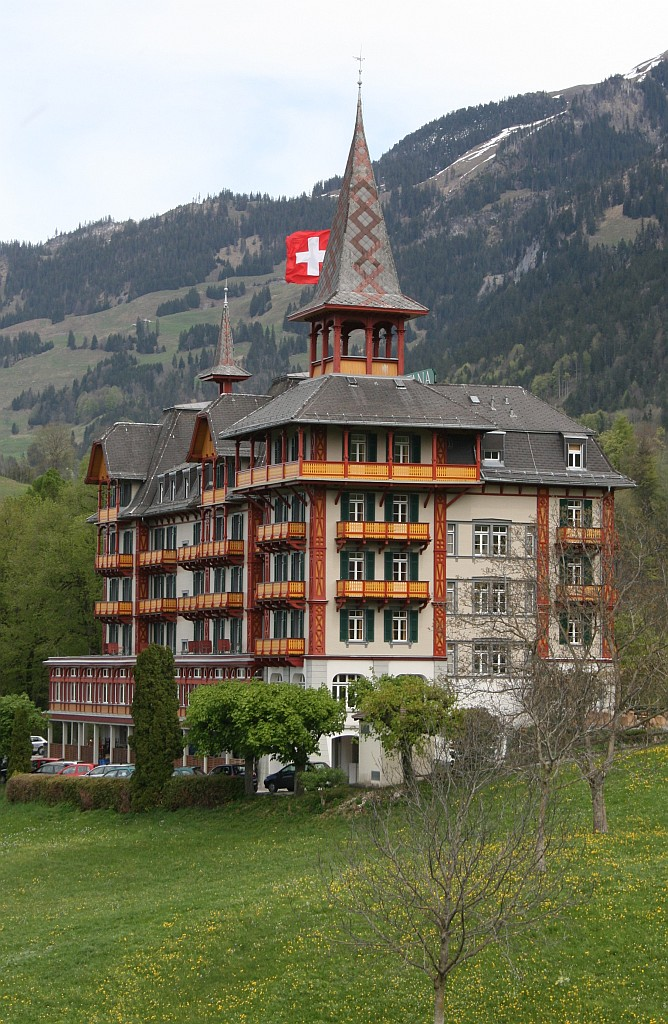
Seitenansicht (vor der Renovation)

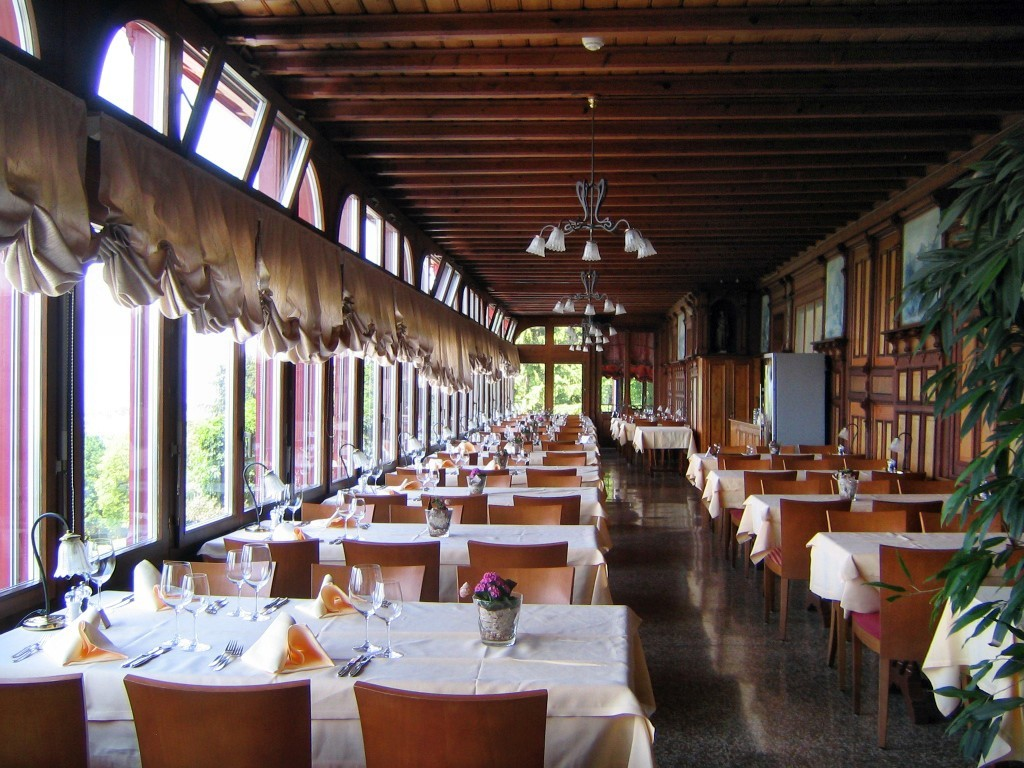
Restaurant Veranda (vor der Renovation)

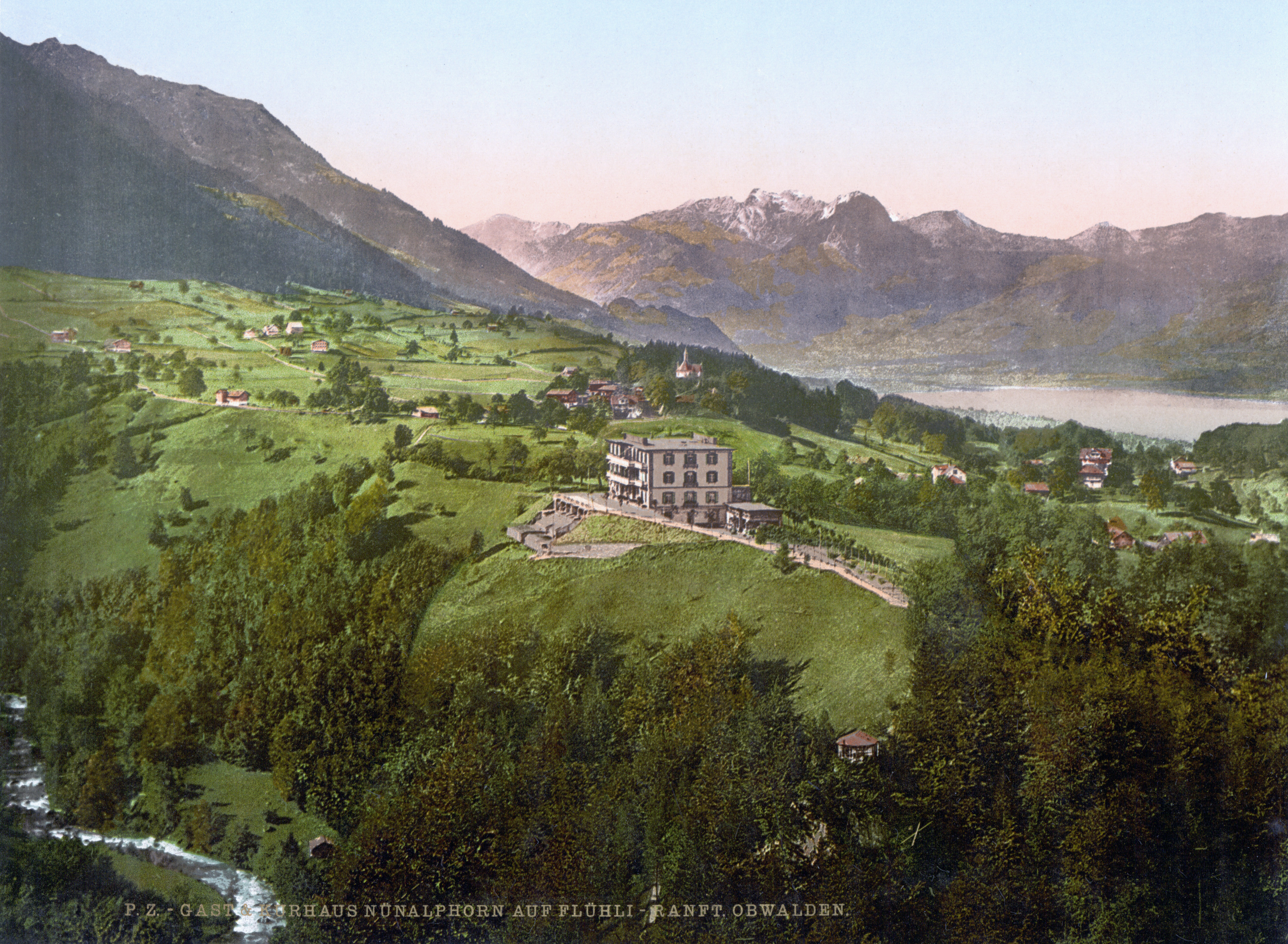
Kurhaus Nünalphorn, um 1895

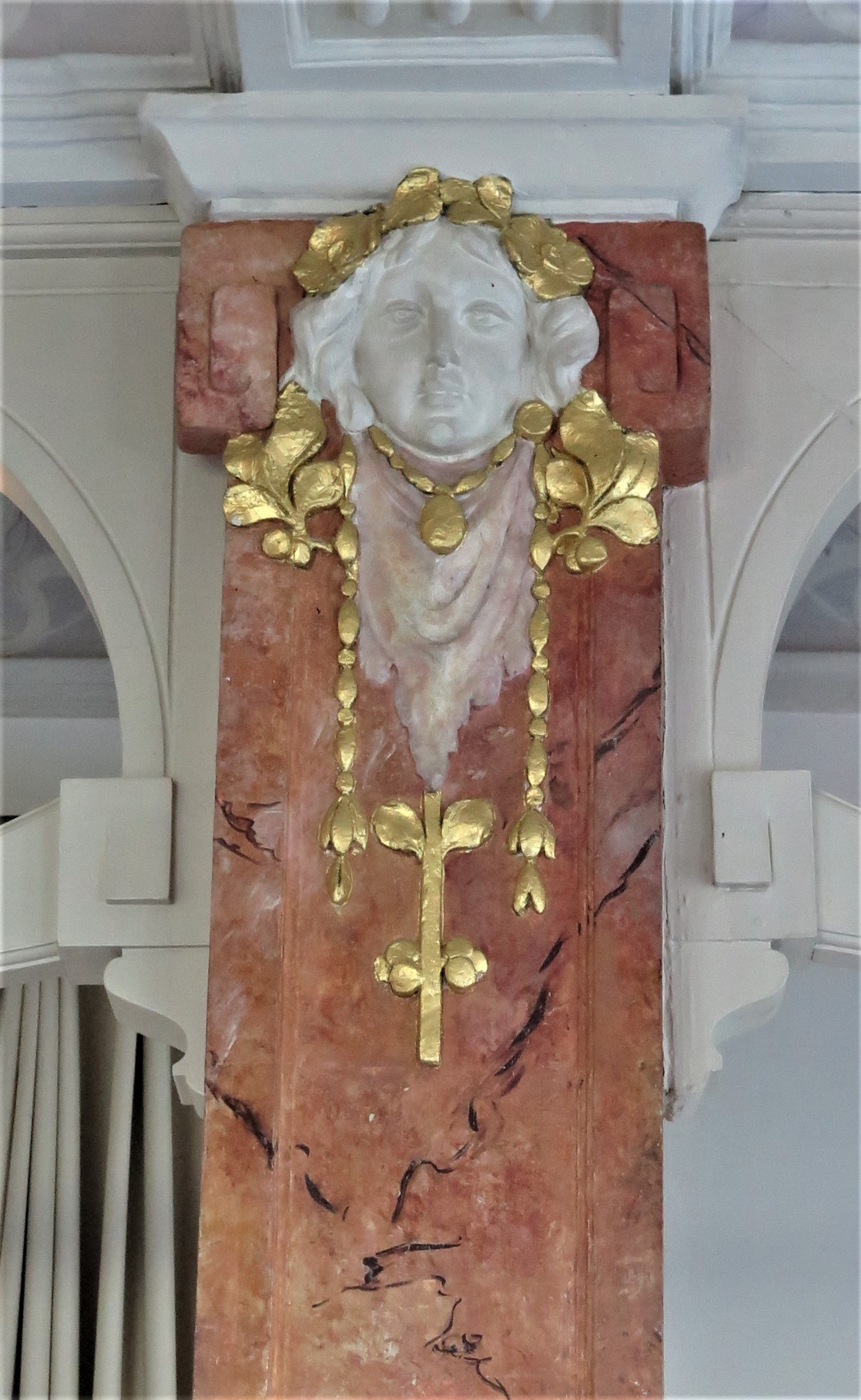
Jugendstildetail im Innern

Das Hotel Paxmontana in Flüeli-Ranft im Kanton Obwalden ist ein denkmalgeschütztes Jugendstil-Hotel. Erbaut wurde es Ende des 19. Jahrhunderts als Kurhaus Nünalphorn durch den Tourismuspionier Franz Hess-Michel. In den 1950er Jahren erhielt das Kurhaus kirchliche Besitzer, die ihm den Namen Paxmontana gaben.

## Das Gebäude
1896 ursprünglich als moderner Flachdachbau erstellt, erhielt das Gebäude zu Beginn des 20. Jahrhunderts seine charakteristischen, vom Heimatstil geprägten Türme. Die Türme sind die sichtbarsten, aber bei Weitem nicht die einzigen Zeugen dieses Umbaus: Die Luzerner Architekten Heinrich Walter Schumacher und Otto Schnyder verlängerten 1905–1906 das Gebäude gegen das Bruder-Klaus-Wohnhaus hin auf fünf Achsen und erweiterten es um zwei Geschosse. Mit diesen umfangreichen baulichen Massnahmen reagierten die damaligen Besitzer auf die zunehmende Nachfrage nach gehobenen Unterkünften durch Touristen und Pilger. Seit 1999 wurde das Hotel etappenweise saniert, dabei wurden zahlreiche historische Parkett- und Terrazzoböden, Stuckdecken und Deckenmalereien renoviert oder wieder freigelegt.
Von Herbst 2009 bis Dezember 2011 war das Hotel für eine umfassende Renovation geschlossen. Dabei wurden für insgesamt 26 Millionen Franken alle Zimmer erneuert, ein Fahrstuhl eingebaut, die Statik des Baus erneuert, Feuer- und Erdbebenschutz eingebaut und im Untergeschoss Seminarräume und eine neue Küche mit modernem Ver- und Entsorgungstrakt hinzugefügt. Ebenso wurde die Fassade vollständig saniert und das Dach mit den Turmaufbauten mit dem ursprünglichen Muster der Ziegeln neu eingedeckt.

## Das Hotel
Zu Beginn diente das Hotel in erster Linie der Beherbergung von Kurgästen. Diese wurden im Laufe des 20. Jahrhunderts durch Pilger abgelöst, die den Wirkensort von Niklaus von Flüe (Bruder Klaus) besuchten. Seit den Umbauarbeiten und Erweiterungen ab 1999 zieht es wieder vermehrt Touristen an. Das Hotel ist heute ein Drei-Sterne-Hotel im mittleren Preissegment. Es verfügt über 83 Zimmer, einen Restaurationsbetrieb sowie einen Garten mit Kneippbecken.
Die Landesgruppe Schweiz des Internationalen Rates für Denkmalpflege (ICOMOS) hat 2002 dem Paxmontana eine «besondere Anerkennung für den überdurchschnittlichen Erlebniswert in diesem nach denkmalpflegerischen Kriterien restaurierten historischen Hotelbetrieb» zuerkannt.
Seit der Wiedereröffnung am 23. Dezember 2011 bleibt das Hotel erstmals ganzjährig geöffnet. Zuvor hatte das Hotel jeweils über die Wintermonate seinen Betrieb eingestellt.

## Gasthaus und Chalet
Zu dem Hotel gehören das Gasthaus Paxmontana mit 16 Zimmern und das Chalet Paxmontana mit 17 Zimmern, die beide etwa 200 Meter von dem Hotel entfernt mitten im Dorf Flüeli-Ranft liegen. Das Gasthaus Paxmontana wurde 1617 als Kaplaneihaus erbaut. Der jeweilige Flüeli-Kaplan bewohnte das Haus und betrieb in den Räumen eine Gaststube. Als 1908 der Bischof das Betreiben von Gaststätten durch Geistliche untersagte, wurde eine neue Kaplanei gebaut und aus der alten Kaplanei wurde ein Gasthaus, das unter dem Namen Kurhaus Flüeli bekannt war. Das Haus wurde in den 1990er Jahren grundlegend renoviert. Im Januar 2009 erwarb die Hotel Paxmontana AG das Kurhaus samt Umschwung und führt es seitdem zusammen mit dem nahen Chalet unter dem Namen Gasthaus & Chalet Paxmontana weiter. Im Gasthaus befindet sich ein Restaurant mit regionaler Küche. Das Gasthaus ist über Winter jeweils von November bis März geschlossen.